# Paul Boghossian
Pour les articles homonymes, voir Boghossian.
Paul Boghossian est professeur à l'université de New York (acronyme NYU), où il a tenu la chaire de philosophie de 1994 à 2004. Ses domaines de recherche sont principalement l'épistémologie, la philosophie de l'esprit, et la philosophie du langage.

## Biographie
Boghossian a obtenu son B.S. en physique à l'Université de Trent en 1976, et son doctorat à l'Université de Princeton en 1987. Outre son poste de professeur à NYU, il a également enseigné à l'Université du Michigan et a été professeur invité à l'Université de Princeton. Il a obtenu des bourses de recherche de la Fondation nationale pour les sciences humaines, du Magdalen College, Oxford, de l'Université de Londres, et de l'Université nationale australienne.  Il est membre du New York Institute for the Humanities. Il fait partie du comité éditorial des revues scientifiques  Philosophical Studies and Philosophers' Imprint.  Dans les cercles postmodernes, Boghossian est connu pour sa réponse à l'Affaire Sokal.
Boghossian s'est rendu célèbre par ses positions très marquées contre le relativisme épistémologique et ses critiques sur certains constructivismes. Son livre La Peur du savoir a reçu le Prix  Choice Award pour l'année 2006.
Il est membre du bureau scientifique du World Knowledge Dialogue.
Il est d'origine  arménienne.

## Ouvrages
- Paul Boghossian (trad. de l'anglais), La peur du savoir : Sur le relativisme et le constructivisme de la connaissance, Marseille, Agone, coll. « Banc d'essais », 2009, 93 p. (ISBN 978-2-7489-0085-9).
- (en) « Content and Justification: Philosophical Papers », Oxford University Press, 2008
- (en) New Essays on the A Priori (coéditeurs : Paul Boghossian et Christopher Peacocke), Oxford University Press, 2000.
- (en) "How Are Objective Epistemic Reasons Possible?" dans Philosophical Studies, Déc 2001, pp. 340–380.
- (en) "Inference and Insight," dans Philosophy and Phenomenological Research, Novembre, 2001, pp. 633–641.
- (en) "On Hearing the Music in the Sound," dans The Journal of Aesthetics and Art Criticism (2002).
- (en) "The Gospel of Relaxation" (revue par Louis Menand), The New Republic, Septembre 2001.
- (en) "What is Social Construction?" dans le Times Literary Supplement, 23 février, 2001, pp. 6–8.
- (en) "Knowledge of Logic," dans New Essays on the A Priori, ibid.
- (en) "Analyticity," in (The Philosophy of Language, p. 331–368).